# Penal Quinam Beach Road
Penal Quinal Beach Road es una localidad, actualmente despoblada, de Trinidad y Tobago, que forma parte de la región de Penal-Debe.

## Geografía
La localidad abarca parte de la isla Trinidad y limita al norte con Siparia (localidad perteneciente a la región de Siparia), Mendez Village y Scott Road Village, al sur  el canal de Colón, al este con Scott Road Village y al oeste con Quarry Village y Danny Village (ambas localidades pertenecientes a la región de Siparia).